# Islamische Republik Ostturkestan

Flagge der ersten Uyghurischen Republik

Machtbereich der Republik

Die Republik Ostturkestan, bekannt als Erste Ostturkestanische Republik (uigurisch شەرقىي تۈركىستان ئىسلام جۇمھۇرىيىتى Sherqiy Türkistan Islam Jumhuriyiti, chinesisch 东突厥斯坦第一共和国, Pinyin Dōng Tūjuésītǎn dìyī Gònghéguó, dʊŋ kʊŋ˥˩xə˧˥kuɔ˧˥), war der kurzlebige Versuch, von Kaschgar aus in einem Teil des Gebiets der heutigen Autonomen Region Xinjiang (Volksrepublik China) eine Islamische Republik zu begründen. Sie bestand von 1933 bis 1934. Zunächst entstand sie aus der uigurischen Unabhängigkeitsbestrebungen, umfasste im Laufe der Zeit jedoch auch Teile der kirgisischen und anderer türkisch-ethnischer Bevölkerungsgruppen der Region.
Durch die Eroberung von Kaschgar 1934 durch Hui-Truppen des Warlords Ma Zhongying, der nominell mit der Regierung der Kuomintang in Nanjing alliiert war, wurde die erste Erste Ostturkestanische Republik vollständig beseitigt. Ihr Vorbild diente jedoch in gewissem Umfang als Motivation zur Gründung der Republik Ostturkestan ein Jahrzehnt später und übt Einfluss auf die modernen uigurischen nationalistischen Bewegungen für ein unabhängiges Ostturkestan aus. Isa Alptekin war der Generalsekretär der Islamischen Republik Ostturkestan.

## Ursprünge der republikanischen Bewegung
Die Entwicklung des uigurischen Separatismus am Anfang des 20. Jahrhunderts waren stark vom türkischen Dschadidismus beeinflusst. Zunächst verbreiteten sich die Ideen unter wohlhabenden Uiguren und im Zusammenhang mit Ideen von Pan-Turkismus. Viele bereisten die Türkei, Europa und Russland und kehrten mit dem Vorsatz zurück, das Erziehungssystem in Xinjiang zu modernisieren und zu reformieren. Die erste bedeutende Schule, die nach europäischem Vorbild aufgebaut war, befand sich außerhalb von Kaschgar und spezialisierte sich auf die technischen Bereiche der Wissenschaften wie Physik, Mathematik und Sprachen, anders als die traditionellen Medresen. Der Jadidismus betonte die Macht von Bildung als Mittel des persönlichen und nationalen Fortschritts. Eine Entwicklung, die selbstverständlich den Status quo in Xinjiang störte. Der Herrscher in Xinjiang, Gouverneur Yang Zengxin (楊增新) reagierte, indem er mehrere der neuen Schulen schließen ließ.
Die Geburt der Sowjetunion und der sozialistischen Zentral-Asiatischen Republiken war ein weiteres Element, dass die Lage in der Region veränderte und die Stimmung zu Gunsten der separatistischen und kommunistischen Bewegungen verschob. 1921 wurde eine Revolutionäre Organization in Xinjiang gegründet. Darüber hinaus diente das Gebiet vielen Intellektuellen als Rückzugsort, wenn sie vor dem Kommunismus in Zentralasien fliehen mussten. Diese bildeten eine besondere Gruppierung in der kommunistischen Bewegung vor Ort.
Die Situation in Xinjiang verschlechterte sich durch die Ermordung von Yang Zengxin 1928. Daraufhin kam sein bisheriger Stellvertreter Jin Shuren (金樹仁) an die Macht, der sich selbst zum Gouverneur ausrief, nachdem er den Mörder von Yang, einen rivalisierenden Beamten (Fan Yaonan, 樊耀南) gefangen gesetzt und hingerichtet hatte. Autokratisch, korrupt und ineffektiv in den Regierungsgeschäften, stürzte er die Bevölkerung in Unruhe, indem er Sinisierungsbestrebungen verstärkte, Steuern erhöhte und die Haddsch verbot, sowie Han-Chinesen in Beamtenposten beförderte und einheimische Beamte ersetzte.

## Rebellion

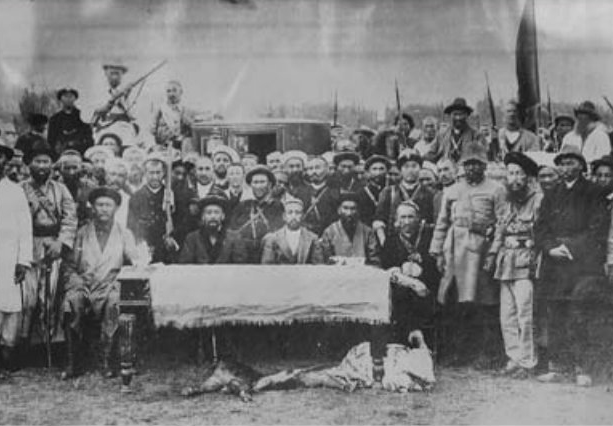
Uigurische Revolutionäre

1930 verschärfte sich die Situation noch einmal, als der Khan von Kumul (Hami) im östlichen Xinjiang, Shah Mexsut, starb. Nach Vorgehensweisen, die aus der Politik der Qing übernommen worden waren, hatte der Khan das Recht, seine erbliche Herrschaft nach den Prinzipien des Feudalismus und der Satrapie fortzuführen. Die Bedeutung des Gebiets von Hami lag darin, dass es an der Hauptroute zwischen China und wertvollem landwirtschaftlichem Gebiet lag. Jin versuchte nun, seine Macht zu festigen und dabei die indirekte Herrschaft abzuschaffen. Er hob das Khanat auf und übernahm die direkte Herrschaft im Gebiet.
Als erstes verdoppelte er die Steuern für die uigurische Bevölkerung, verstaatlichte ausgesuchte landwirtschaftliche Flächen und verteilte sie unter Han-chinesische Flüchtlinge aus der benachbarten Provinz Gansu, unterstützte deren Interessen und siedelte Uiguren um an den Rand der Wüste. Die neue Garnison, die in Yizhou stationiert wurde, sorgte für noch größere Unruhen. Ab 1931 entstanden Revolten an unterschiedlichen Stellen und eine Widerstandsbewegung formierte sich. Im Februar 1931 versuchte ein chinesischer Offizier (Chieng) ein uigurisches Mädchen zu heiraten. Uigurische Berichte behaupten oft, dass das Mädchen vergewaltigt und die Familie gezwungen wurde, da das Islamische Recht jedoch sowieso gemischtreligiöse Ehen verbietet, war diese Heirat ein deutlicher Affront gegen die uigurische Gemeinschaft.
Am 20. Februar 1931 begann die Hami-Rebellion mit einem Massaker an Chieng und seinen 33 Soldaten bei der Hochzeitszeremonie. Außerdem wurden 120 hanchinesische Flüchtlinge aus Gansu getötet. Die Rebellion war jedoch nicht nur ein Aufstand der Uyguren, sondern auch Kasachen, Kirgisen und auch einige Kommandanten der Han-Chinesen und der Hui lehnten sich gegen Jin auf. Zudem kämpften sie an verschiedenen Stellen gegeneinander.
Die Sowjet-Regierung heizte die Situation an, indem sie Truppen entsandte, die Jin und seinem Kommandant Sheng Shicai (盛世才) Hilfe leisten sollten, und auch Flüchtlinge der Weißen Bewegung, die im Gebiet des Ili Zuflucht gesucht hatten, beteiligten sich an den Kämpfen.
Hauptsächlich rund um Ürümqi fanden Kämpfe statt, wo die Hui-Truppen eine Belagerung aufrechterhielten, bis die Truppen von Sheng Shicai durch Truppen der „Weißen“ und der Mandschu verstärkt wurden, die vor der Japanischen Invasion in Nord-Ost-China geflohen waren. Im April 1933 wurde Jin von einer gemischten Truppe abgesetzt und durch Sheng ersetzt, der von den Sowjets unterstützt wurde. Mit neuen Mitteln ausgestattet, gelang es Sheng die verfeindeten Kräfte rund um Ürümqi zu spalten, in dem er mehreren uigurischen Kommandanten (unter anderem Hodscha Niyaz (Khoja Niyas Hajji), einem Berater von Hami Khan) Posten im Süden von Xinjiang versprach, sofern sie die Einheiten der Hui im Norden, die von Ma Zhongying befehligt wurden, angriffen.
Eine andere Abteilung der Hui im Süden Xinjiangs hatte währenddessen eine Allianz mit uigurischen Verbänden bei Kuqa gebildet. Der Anführer war Timur Beg. Die Truppen machten sich auf den Weg nach Kaschgar, doch dann zerfiel dieser Verband wieder, als der Kommandant Ma Zhancang (馬占倉) sich mit dem Repräsentanten des Provinzregierung, einem Hui mit Namen Ma Shaowu (馬紹武) verbündete und die Uiguren angriff, wobei Timur Beg getötet wurde.
Etwas früher war bereits eine Kirgisische Rebellion in Xinjiang ausgebrochen, in die auch die Sowjetunion verwickelt war. Diese Rebellion wurde von Id Mirab angeführt, aber von Ma Shaowu sehr bald zerschlagen.

## Gründung der Republik

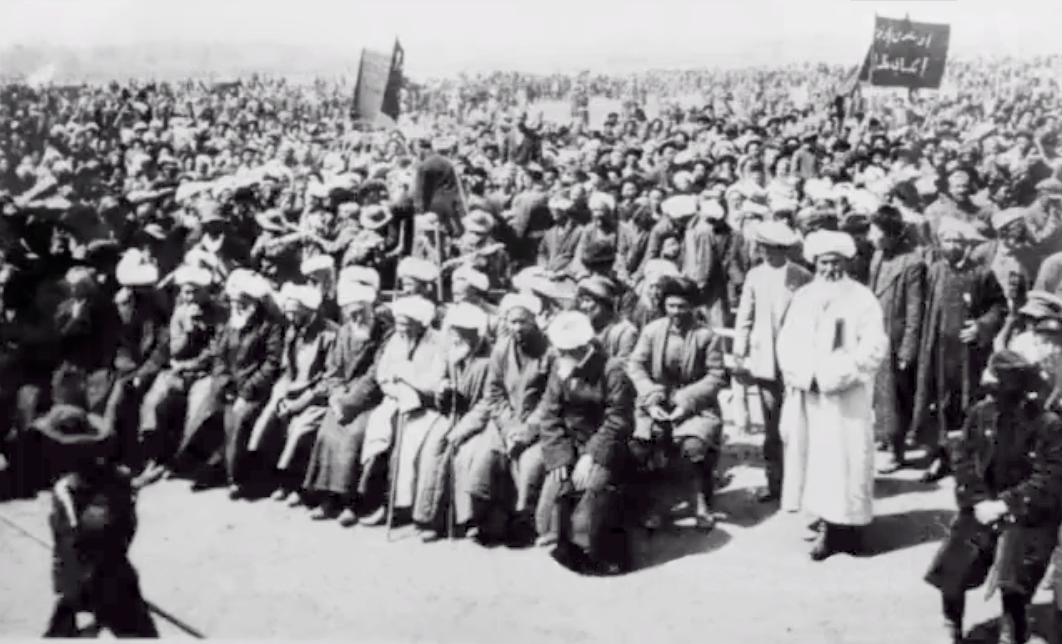
Ausrufung der Türkisch-Islamischen Republik von Ost-Turkistan am 12. November 1933 in Kashgar.

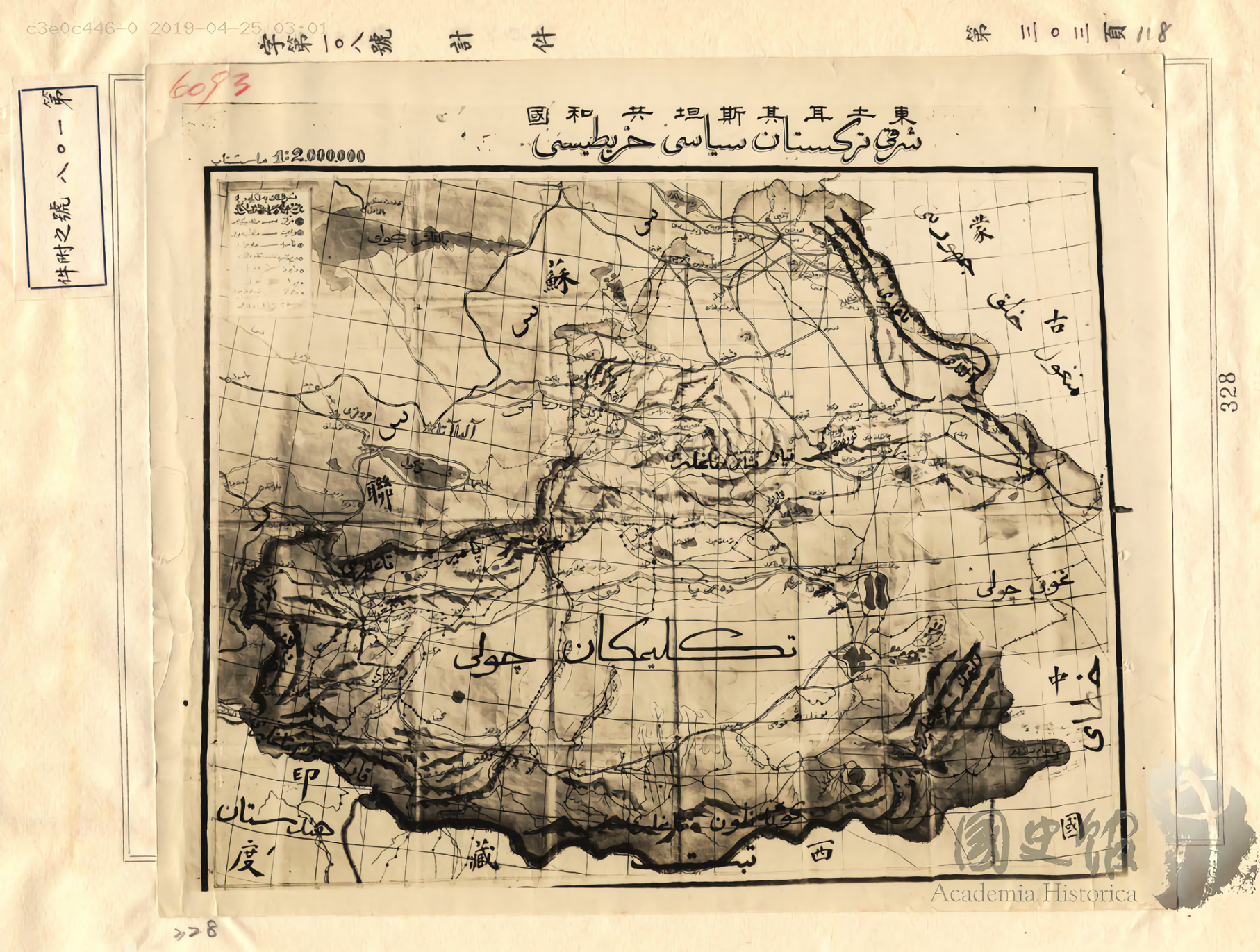
Politische Karte der Republik Ostturkestan im Jahr 1947

Während diese Ereignisse abliefen, hatten im nahegelegenen südlichen Tarimbecken, in der Stadt Hotan, drei Brüder aus der reichen Bughra-Familie, Muhammad Amin Bughra, Abdullah Bughra und Nur Ahmad Jan Bughra, eine Rebellion der Arbeiter der Goldminen von Surghak (Keriya uigurisch كېرىيە) und entlang der Flüsse Yurungkax und Karakax angezettelt und sich selbst als Emire eingesetzt. Am 16. März 1933 riefen sie die Unabhängigkeit von China aus.
Der Anführer der Goldgräber von Karakax, Ismail Khan Khoja, sandte dem Gouverneur Jin Shuren eine Nachricht:
„Dumme Ungläubige wie du sind nicht fähig zu regieren. … Ihr Ungläubigen denkt, weil ihr Gewehre, Kanonen, … habt und Geld, könnt ihr euch auf diese verlassen. Aber wir verlassen uns auf Gott, in dessen Händen unsere Leben sind.“
Die örtlichen Provinzbeamten und Soldaten wurden im ganzen Gebiet (Vilâyet) von Hotan ausgelöscht. Die kleinen Gruppen von chinesischen Anwohnern kamen meist mit ihrem Leben und ihrem Besitz davon, wurden jedoch gezwungen den Islam anzunehmen. Bei der Erstürmung von Hotan am 16. März 1933 wurde die Kasse und das Arsenal der Stadt erobert, wodurch die Rebellen in den Besitz von mehreren tausend Gewehren und mehr als einer Tonne Gold kamen. Das Emirat von Hotan entsandte Shahmansur (Emir Abdullah) und einen ehemaligen Verleger, Sabit Damulla Abdulbaki nach Kaschgar, wo sie das Kaschgar Affairs Office der Hotan-Regierung einrichteten. Das Büro wurde von Muhammad Amin Bughra geleitet. Bereits im Herbst des Jahres hatte das Büro viele Beziehungen zur Hotan-Regierung aufgegeben und sich selbst zu einer multi-ethnischen, quasi-nationalistischen East Turkestan Independence Association entwickelt, die eifrig die Ideen der Islamischen Reform, von Nationalismus und Dschadidismus förderte.
Im November 1933 verkündete Sabit Damulla die Gründung der Republik Ost-Turkestan mit Hodscha Niyaz als Präsident – obwohl der General gerade zu dieser Zeit im Norden von Xinjiang in Kämpfe verwickelt war und dabei mit Sheng Shicai verbündet war. Die Original-Proklamation richtete sich äußerst stark gegen Tunganen (anti-Tungan) und gegen die Han-Chinesen (anti-Han):

Die Tungan, mehr als die Han sind die Feinde unseres Volkes. Bereits heute sind unsere Leute frei von der Unterdrückung durch die Han, aber immer noch leben sie unter dem Joch der Tungan. Wir müssen noch immer die Han fürchten, aber können nicht umhin, auch die Tungans zu fürchten.
Tungan, Dungan und Hui sind Bezeichnungen für chinesisch sprechende Muslime, vorwiegend Angehörige der Hui.
Am 12. November 1933 wurde die unabhängige Türkische Islamische Republik von Ostturkestan (Turkish Islamic Republic of Eastern Turkestan (TIRET), Republic of Uyghurstan) ausgerufen. Dieses Ereignis wurde durch eine Massenkundgebung an einem Sonntagmorgen gefeiert. Etwa 7.000 Militärs und 13.000 Zivilisten versammelten sich entlang des Ufers des Tuman außerhalb Kaschgars. Darunter befanden sich viele Lehrer und Schüler, die zusammen mit neu ernannten „Ministern“ der jungen Republik Reden hielten. Mittags wurde mit Kanonen 41 Mal Salut geschossen und die Menge zog fahnenschwenkend mit den blauen Bannern der Unabhängigkeit zur Altstadt von Kaschgar, wo die Kundgebung auf dem Platz vor der Idgah-Moschee fortgesetzt wurde und weitere Reden gehalten wurden. Sabit Damulla trat dort als einer der Hauptsprecher auf.
Die Republik unterschied sich vom Khotan-Emirat, weil sie ein Gebiet beanspruchte, dass von Aksu entlang des nördlichen Randes des Tarimbeckens bis nach Khotan im Süden reichte. Hodscha Niyaz verband sich im November 1933 jedoch nicht mit der Republik, sondern unterhielt in Aksu eine separate Verwaltung, die sich um Verhandlungen mit der UdSSR bemühte. Der Regierung in Kaschgar mangelten die Mittel, die Inflation galoppierte und die Republik war von feindlichen Mächten umringt. Dazu gehörten auch die Streitkräfte der Hui unter Ma Zhancang. Obwohl die Republik theoretisch als multi-ethnische Republik gedacht war, was sich in der Namenswahl „Ost-Turkestan“ in der Verfassung zeigte, wurden die ersten Münzen unter dem Namen „Republik von Uigurstan“ (Uyghurstan Jumhuriyiti) geprägt. Bis heute wird kontrovers diskutiert, welche Rolle der Islam für die Gründung der „Türkisch Islamischen Republik von Ostturkestan“ spielte. In der Verfassung war die Scharia das leitende Gesetz, während dschadidistische Modernisierungen stärkere Betonung auf Reform und Entwicklung legen. Die Unabhängigkeitserklärung von Turkestan (Turkestan Declaration of Independence) betonte neun Prinzipien:
1. Das Ende der chinesischen diktatorischen Herrschaft in Ost-Turkestan.
2. Die Gründung einer freien und unabhängigen Ost-Turkestanischen Republik auf Basis der Gleichheit aller Nationalitäten.
3. Entwicklung der Wirtschaft in Ost-Turkestan und dazu eine Förderung der Industrie, der Landwirtschaft und Tierhaltung, sowie privater Unternehmen. Verbesserung des Lebensstandards.
4. Der Hauptteil der Bevölkerung in Ost-Turkestan sind Moslems, daher schützt die Regierung diese Religion besonders. Gleichzeitig fördert sie jedoch auch die Freiheit anderer Religionen.
5. Entwicklung von Erziehungs-, Kultur- und Gesundheits-Standards in Ost-Turkestan.
6. Anknüpfung freundschaftlicher Beziehungen mit allen demokratischen Ländern der Welt und den benachbarten Ländern, vor allem mit dem Vereinigten Königreich, Sowjet-Russland, Türkei und China.
7. Zur Gewährleistung des Friedens erfolgt die Rekrutierung von Menschen aller Ethnien zur Errichtung einer starken Armee.
8. Banken, Post-Dienst, Telefon und Telegraphie, Forstwirtschaft und alle Bodenschätze gehören dem Volk.
9. Abschaffung von Individualismus, Bürokratismus, Nationalismus und Korruption unter Staatsbeamten.

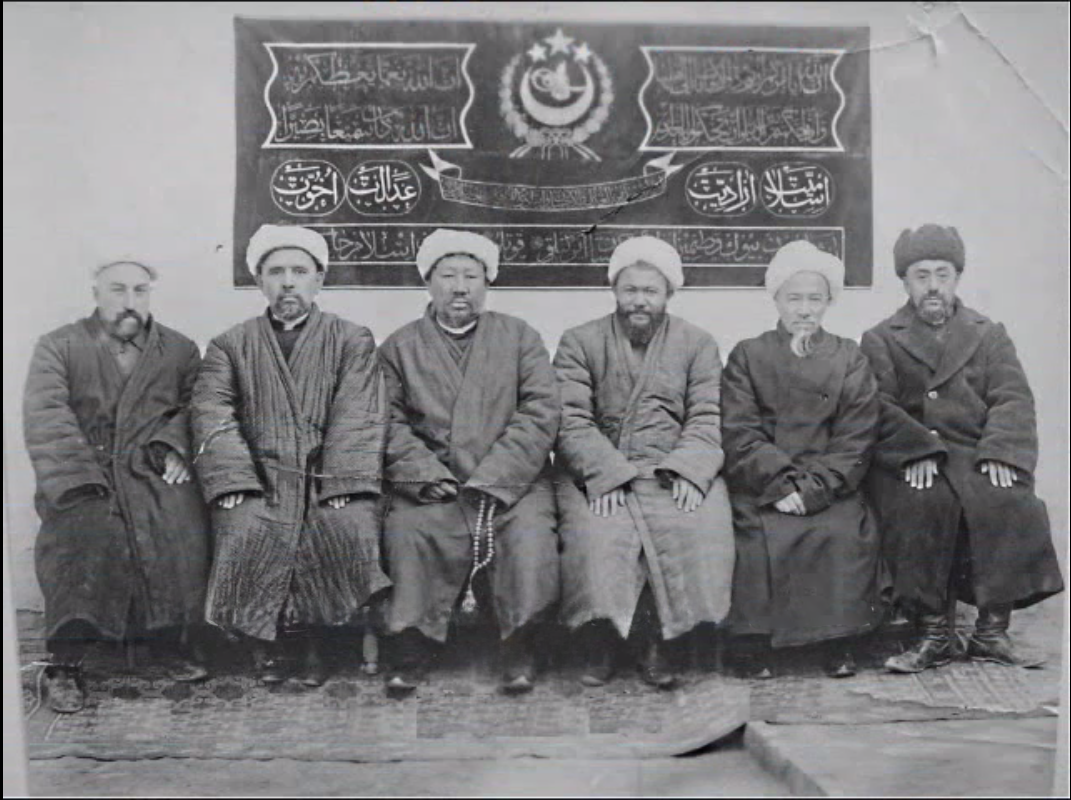
Hochrangige Führer der TIRET

Die Bemühungen der Republik um internationale Anerkennung scheiterte, obwohl Premierminister Sabit Damulla zahlreiche Gesandte in die UdSSR (Taschkent, Moskau), nach Afghanistan, in den Iran, die Türkei und Britisch-Indien geschickt hatte. Die Sowjetunion wies alle Angebote zurück, mit Islamisten zusammenzuarbeiten. In Kabul trafen die Gesandten auf den neu ausgerufenen König von Afghanistan, Mohammed Zahir Schah, und den Premierminister Sardar Mohammad Hashim Khan. Beide hielten sich zurück und wollten nicht in chinesische Belange eingreifen. Andere Länder verhielten sich ähnlich. Keines der benachbarten Länder traute sich, die Sowjetunion und China herauszufordern und in Kämpfe in Xinjiang verwickelt zu werden. Bis zu diesem Zeitpunkt hatte der Konflikt bereits circa 100.000 Leben gefordert und es wurde ersichtlich, dass die junge Republik nur geringe Überlebenschancen hatte.

## National-Armee

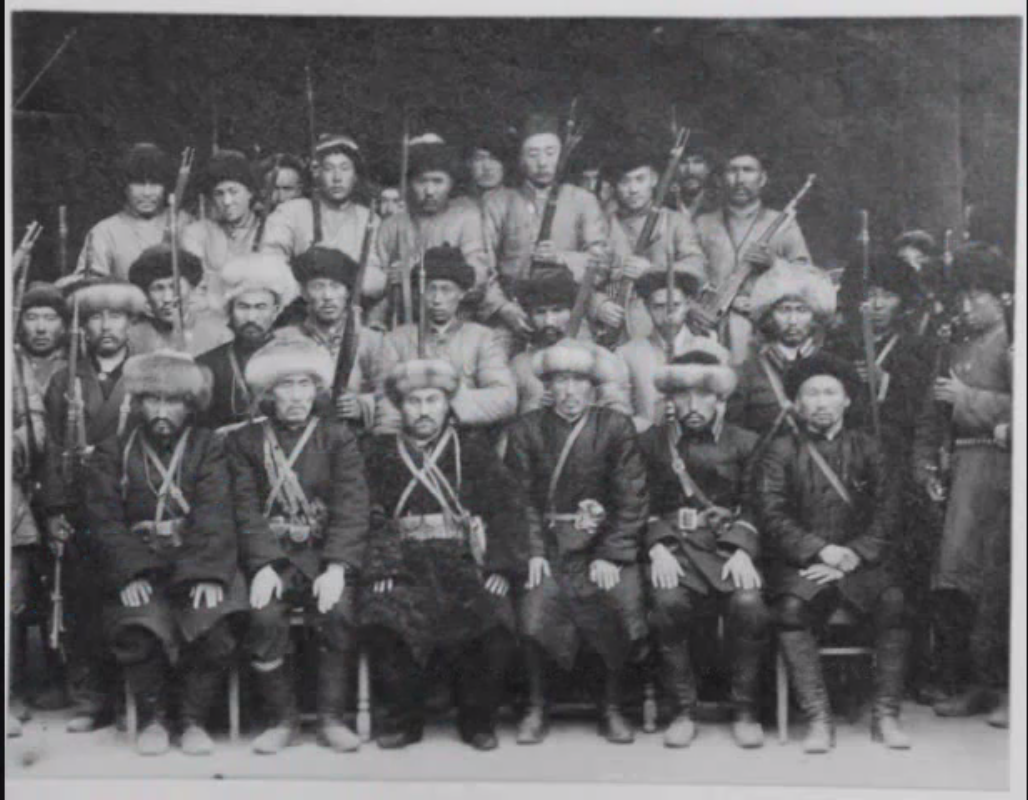
Offiziere der TIRET

Die National-Armee der Islamischen Republik Ost-Turkestan wurde am 12. November 1933 gebildet und bestand aus zwei Divisionen. Sie war nur dürftig bewaffnet und am Beginn der Revolution schlecht ausgebildet. Eine Militärakademie in Artux (Artusch) wurde gegründet und alle türkischen Ethnien zu den Waffen gerufen. Die Armee sollte von Verteidigungsminister Mehmut Muhiti (ein Uigure aus Turpan) geleitet werden.
Folgende Abteilungen wurden eingerichtet:
1. Qeshqer Infanterie-Division
2. Khotan Infanterie-Division
3. Aksu Kavallerie-Brigade
4. Qumul Regiment (später: Division)
5. Turpan Brigade (später: Turpan Division)
6. Altay Kavallerie-Brigade

Während des Aufstands wurden schätzungsweise 300.000 bis 500.000 Zivilisten und 50.000 bis 70.000 Soldaten getötet. Zusammen mit der Republik wurde auch die National-Armee 1934 aufgelöst. Nur die 6. Uigurische Division, die von Mehmut Muhiti kommandiert wurde, bestand weiter.

## Das Ende der Republik

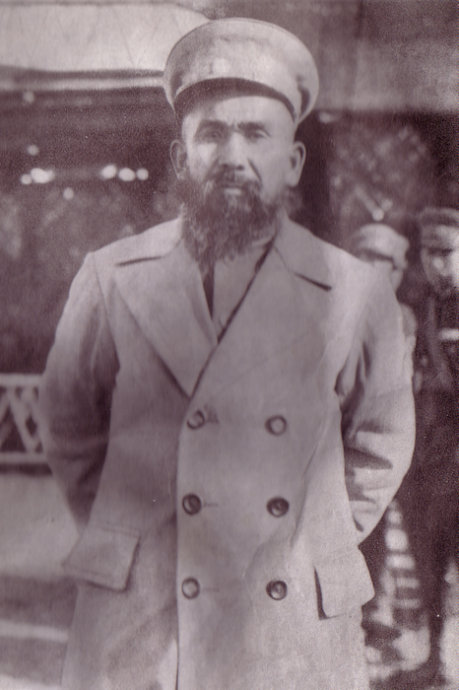
Chodscha Niyaz, Präsident der ersten ETR (1933–1934), Vice-Vorsitzender der Regierung von Xinjiang (1934–1937).

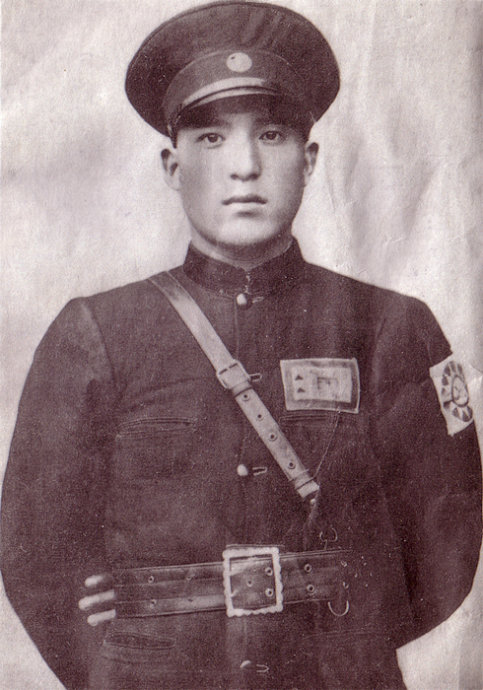
Ma Zhongying, Kommandant der 36. KMT-Division (1932–1934).

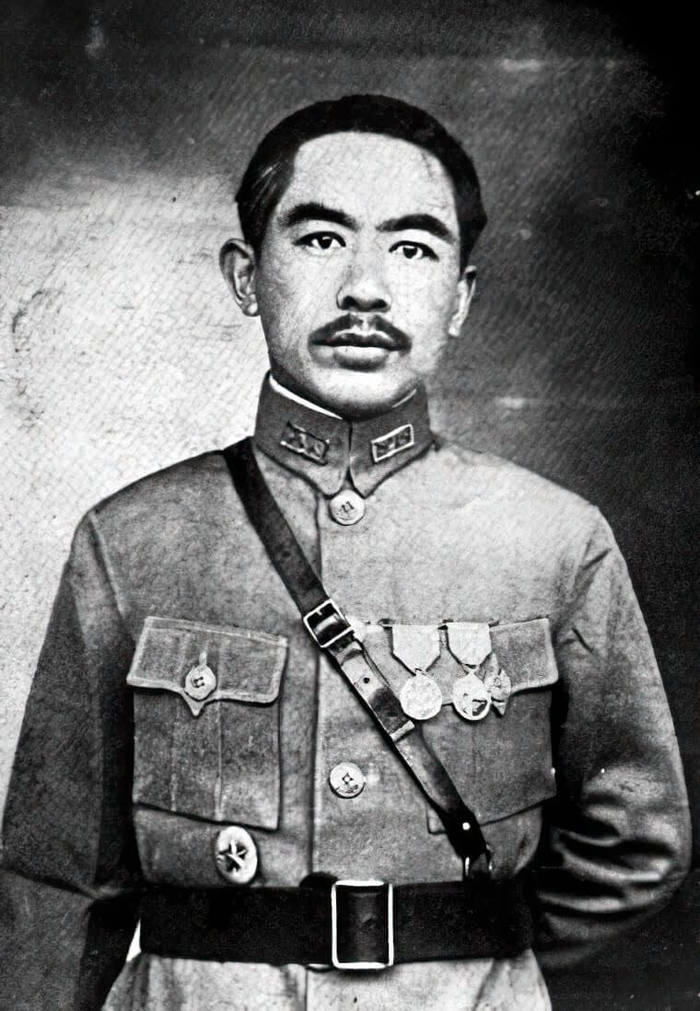
Sheng Shicai (1897–1970), Militär-Gouverneur der Provinz Xinjiang (1933–1944).

Im Norden kamen Sheng Shicais Truppen am 24. Januar 1934 zwei sowjetische Brigaden zu Hilfe: die Brigaden aus Altay und Tacheng (Tarbaghataiskaya), die unter der Tarnung als „Freiwilligen-Armee der Weißen Kosaken der Altai“, angeführt von dem Rote-Armee-General Volgin (eigentlich: Marschall Rybalko), die sowjetische Invasion in Xinjiang durchführten. Die japanische Annexion der Mandschurei und Gerüchte, dass Ma Zhongyings Hui-Truppen diese unterstützten, hatten bei Stalin Besorgnis erregt. Außerdem bestand die Gefahr, dass die Rebellion in Xinjiang sich auf die zentralasiatischen Gebiete der UdSSR ausdehnen könnte und Zufluchtsort für türkisch-muslimische Basmatschi-Rebellen werden könnte. Die Handelsbeziehungen zwischen Xinjiang und der Sowjetunion waren ein weiterer Grund, Sheng zu unterstützen. Der neu ernannte sowjetische Generalkonsul in Ürümqi, Garegin Apresov, erklärte Sheng Shicai öffentlich (Mai 1933):
„Du kannst die Provinz aufbauen und die Lebensbedingungen der verschiedenen Völkerschaften verbessern und ihre Kultur fördern. Aber wenn du es zulässt, dass sie (die Rebellen) einen eigenständigen Staat im Süden der Provinz errichten, den sie zu einem zweiten Mandschurien an der Hintertür der UdSSR gestalten, werden wir nicht nur Beobachter sein, sondern wir werden handeln.“
Die erste Bitte um militärische Hilfe kam im Oktober 1933 von Sheng Shicai. Im Dezember 1933 nahm Sheng Shicai den „weißen“ russischen Colonel Pavel Pappengut, einen ausgesprochenen Antisowjet, gefangen und ließ ihn auf Aufforderung von Apresov hin hinrichten. Er ersetzte ihn durch den „neutralen“ General Bekteyev, wodurch der Weg für die sowjetische Invasion frei wurde.
Zhang Peiyuan, ein han-chinesischer General, der die chinesischen Truppen am Ili kommandierte, führte Verhandlungen mit Ma Zhongying und plante, ihn in der Attacke auf Ürümqi im Januar 1934 zu unterstützen. Zunächst eroberte Zhang die Straße zwischen Tacheng und Ürümqi, wandte sich dann jedoch zurück nach Gulja, nachdem er erfahren hatte, dass die Stadt von der russischen „Altai-Freiwilligenarmee“ (sowjetischen Truppen) eingenommen worden war. Beim Anmarsch auf Gulja wurde er in gebirgigem Gelände teilweise eingekesselt, seine Truppen größtenteils vernichtet und nur ein Teil konnte sich durch Flucht über den Muzart Pass über das Tian-Shan-Gebirge ins südliche Xinjiang nach Aksu retten. Zhang Peiyuan selbst verübte Selbstmord. Ma Zhongying griff Ürümqi an wie geplant und schaffte es, Sheng völlig zu überraschen, indem er die Stadt aus der Deckung durch die Berge im Westen angriff und zuerst die Telegrafenstation und das Flugfeld einnahm. Dann begann er am 13. Januar 1934 die Stadt zu belagern und schnitt sie von ihren Vororten ab. Weil Zhang Peiyuan jedoch seine versprochene Unterstützung nicht erbringen konnte, war es Ma Zhongying nicht möglich, bereits in den ersten Wochen die Stadt zu erobern. Es wäre nur eine Frage der Zeit gewesen und die Schlacht um Ürümqi entscheidend für die Kampagne Ma Zhongyings in Xinjiang. Sein Erfolg hätte ihn zum „Absoluten Herrscher von Xinjiang“ gemacht, wie es die Nanjing-Regierung in China heimlich versprochen hatte. Die sowjetischen Brigaden zerstreuten jedoch mit Unterstützung durch Luftwaffe Ma Zhongyings Truppen und zwangen sie, sich nach Süden zurückzuziehen. Am 16. Februar 1934 wurde die Belagerung Ürümqis gebrochen, wodurch Sheng, seine mandschurischen Truppen und die „Weißen Russischen Kosaken“, die in der Stadt eingesperrt gewesen waren, befreit wurden.
Hodscha Niyaz erreichte am selben Tag Kaschgar mit einer Truppe mit 1.500 Mann und schickte sich an, die Präsidentschaft der ETR anzutreten, entgegen seiner ursprünglichen Absprache mit Sheng. Zusammen mit ihm erreichte ein weiterer prominenter uigurischer Führer aus Ost-Sinkiang (Turpan), Mahmut Muhiti Sijan (Sijan= Divisionsgeneral), die Stadt. Er hatte eingewilligt, Verteidigungsminister der ETR zu werden. Hodscha Niyaz nahm ein Angebot von Premierminister Sabit Damulla Abdulbaki an. Sabit Damulla räumte für Hodscha Niyaz seinen eigenen Palast in der Altstadt von Kaschgar, der sich im ehemaligen Yamen, dem chinesischen Verwaltungsgebäude, befand. Er fordert Hodscha Niyaz auf, eine neue Regierung zu bilden. In einem Brief an die Zentralregierung in Nanjing legte Hodscha Niyaz seine Entscheidung dar und betonte, dass die Entscheidung des Volkskongress der Völker in Ost-Turkestan im Einklang mit dem Freien Willen und der Wahl sei und dass die Verfassung der chinesischen Republik von 1912 das Recht einräumt, dass die „5 Rassen Chinas selbstbestimmt sein dürfen“. Er verfasste fünf Prinzipien der Selbstbestimmung:
1. Ganz Xinjiang ist Teil der Republik von Ost-Turkestan und alle, die dort nicht hingehören, sollten dorthin zurückkehren, woher sie gekommen sind.
2. Die Regierung und Wirtschaft wird durch die Menschen vor Ort gestaltet.
3. Alle unterdrückten Menschen, die jetzt in Ost-Turkestan leben, sollen Freiheit haben, Bildung zu erwerben und Handel zu betreiben und eine neue Nation zu bilden.
4. Der Präsident der Republik, Hodscha Niyaz, wird eine Regierung aufrichten, die dem Glück der Menschen verpflichtet ist.
5. Die Republik mit ihren unterschiedlichen Ämtern wird sich darum bemühen, andere Staaten in ihrer Fortschrittlichkeit einzuholen.

Hodscha Niyaz führte eine neue Flagge der Republik ein, die so genannte Kok Bayraq (Blaues Banner), dass an die türkische Flagge erinnerte, aber anstatt des roten einen blauen Hintergrundes aufwies. Damit wurde die alte Flagge ersetzt, die einen blauen Halbmond und Stern auf weißem Grund und die Schahada darstellte. Die Republik stand jedoch bereits kurz vor der Auflösung. Die Hui-Truppen, die aus dem Norden kamen, vereinigten sich mit den Truppen von Ma Zhancang in Kaschgar und vereinbarten eine Allianz mit der Kuomintang in Nanjing. Daraufhin griffen sie die Republik an und zwangen Niyaz, Sabit Damulla und den Rest der Regierung am 6. Februar 1934 nach Yengisar, südlich der Stadt, zu fliehen. Die Hui töteten viele und eine große Zahl von Überläufern beendete nach kurzem Kampf die Existenz der Republik. Die Hui rieben die uigurischen und kirgisischen Truppen in den Schlachten von Kaschgar, Yarkant und Yengisar endgültig auf.
Mahmut Muhiti zog sich mit den Resten der Armee nach Yarkant und Khotan zurück, während Hodscha Niyaz durch Artux nach Irkeshtam an der sowjetisch-chinesischen Grenze floh, die Tunganen auf seinen Fersen, die ihn bis zur Grenze jagten. Hodscha Niyaz ging ins Asyl in die UdSSR, wo er von den Sowjets angeklagt wurde, weil er Sabit Damulla als Präsident der Republik anerkannt hatte, erhielt aber Versprechungen auf militärische Hilfe, wenn er bereit wäre, Sheng Shicai und den Sowjets bei der Auflösung der Republik zu helfen.

Nachdem er einen Erlass unterzeichnet hatte, mit dem er die Republik für aufgelöst erklärte, und seine Truppen entlassen hatte und der Regierung eine Nachricht darüber zugesandt worden war, trat das Kabinett mit Premierminister Sabit Damulla am 1. März 1934 in Yengisar zusammen und verurteilte den Präsidenten als einen „Volksverräter“; Sabit Damulla sagte:
„Hoja Niyaz ist kein Held des Islam mehr, er hat sich zu einem Werkzeug in den Händen der Russen machen lassen, um unser Land zu unterwerfen.“
 Hoja Niyaz kehrte jedoch nach Ost-Turkestan zurück, wo er sich gegen die Regierung wandte und Damulla und einige andere an Sheng auslieferte, der ihn tatsächlich mit der Kontrolle über das südliche Xinjiang belohnte. Die übrigen Mitglieder der Regierung flohen nach Indien und Afghanistan.
Die Hui, die unter Ma Zhongying auf Seiten der Kuomintang kämpften, wurden zersprengt und Sheng festigte seine Herrschaft über das nördliche Xinjiang mit Hilfe der Sowjets. Der Sitz der Autonomen Regierung von Hodscha Niyaz im südlichen Xinjiang war zunächst in Aksu, wurde von Sheng jedoch nach Ürümqi verlegt, so dass Niyaz der Stellvertretende Vorsitzende der Regierung von Xinjiang werden konnte. Seine Streitkräfte verfügten über 15.000 Gewehre und Munition aus der UdSSR, aber er hatte jedes Gewehr, jede Kugel und jede Bombe teuer mit Gold erkauft.
Durch Sheng Shicais Regierung entstand wieder Ordnung in der Provinz, die von China als „Hintertür Chinas“ und von Stalin als „Hintertür der UdSSR“ angesehen wurde. Als Nächstes wurde ein Regierungsprogramm mit „Acht Punkten“ und „Sechs Großen Handlungsweisen“ erlassen:
Die Acht Punkte
1. Gleichheit der Rassen
2. Religionsfreiheit
3. Nothilfe für die Landwirtschaft
4. Finanzreformen
5. Verwaltungsreformen
6. Verbesserung der Ausbildung
7. Selbstverwaltung
8. Gerichtsreformen

Diese Acht Punkte für Xinjiang wurden durch eine neu geschaffene Medaille in Form eines acht-zackigen Sterns verkörpert. Unter den ersten, die die Auszeichnung erhielten, waren Hodscha Niyaz und der Divisionsgeneral Mahmut Muhiti (1934–1937).
Die Sechs Großen Handlungsweisen
1. Anti-Imperialismus
2. Verbrüderung mit der UdSSR
3. Rassische und nationale Gleichheit
4. Saubere Regierung und Kampf gegen Korruption
5. Einhaltung des Friedens
6. Wiederaufbau und Errichtung eines Neuen Xinjiang

Diese Sechs Großen Handlungsweisen für Xinjiang wurden durch eine neue Flagge symbolisiert, die einen sechszackigen gelben Stern auf rotem Untergrund trug und die von 1934 bis 1944 in Gebrauch war.

## Militärische Aktionen im Uigurischen Unabhängigkeitskrieg

### Kizil-Massaker
Das Kizil-Massaker ereignete sich, als uigurische und kirgisische Truppen ihr Versprechen gaben, eine Einheit von Han-Chinesen und Hui aus Yarkant unbeschadet abziehen zu lassen. Die turkmenischen Soldaten massakrierten 800 chinesische Muslime und Zivilisten.

### Schlacht von Aksu

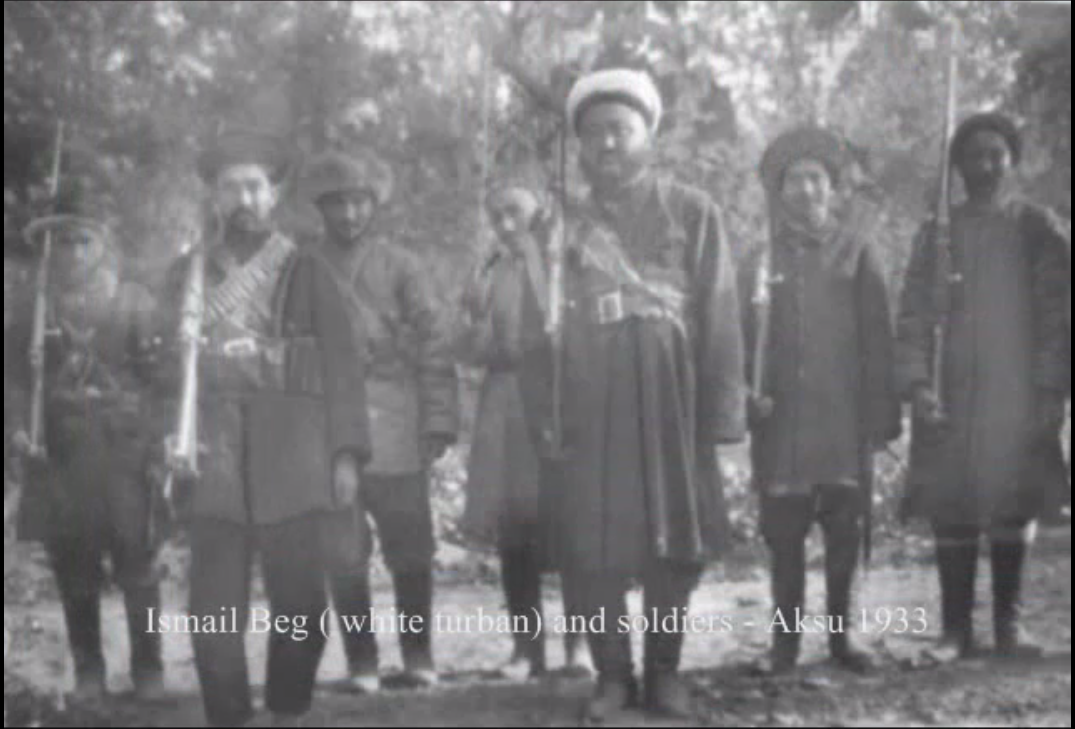
Ismail Beg vor der Schlacht von Aksu.

Die Schlacht von Aksu war ein kleineres Gefecht zwischen Hui-Truppen und Uiguren. Die Hui wurden dabei aus den Aksu-Oasen von Xinjiang vertrieben. Anführer der siegreichen Uiguren war Isma'il Beg.

### Schlacht von Sekes Tash
Die Schlacht von Sekes Tash war ein kleineres Gefecht. Chinesische Truppen unter General Ma Zhancang wurden angegriffen, konnten aber die Angreifer besiegen, wobei etwa 200 Uiguren und Kirgisen getötet wurden.

### Schlacht von Kaschgar (1933)
In der Schlacht von Kaschgar (1933) versuchten uigurische und kirgisische Truppen, die von den Gebrüdern Bughra und von Tawfiq Bei befehligt wurden, die Neustadt von Kaschgar einzunehmen. Sie wurden von den Hui unter General Ma Zhancang besiegt.
Tawfiq Bei, ein syrisch-arabischer Reisender mit dem Titel „Sayyid“ (Nachkomme von Mohammed), war am 26. August 1933 in Kaschgar angekommen. Er erhielt im September einen Bauchschuss. Ma Zhancang hatte bereits am 9. August 1933 Timur Beg töten und enthaupten lassen und seinen Kopf vor der Idgah-Moschee ausgestellt.
Han-Chinesische Truppen unter Brigadier Yang wurden in Ma Zhancangs Truppen integriert. Einige der Offiziere trugen sogar die grünen Uniformen von Mas Einheiten und man geht davon aus, dass sie den Islam angenommen hatten.
Im Verlauf der Schlacht hielten die Kirgisen die Uiguren von Plünderungen ab, weil sie die Beute für sich wollten, und begannen dann wahllos zu morden.

### Weitere Aufstände
In Charchan machten die Uiguren einen Aufstand gegen die Hui und die Emire von Khotan sandten Hundertschaften um die Stadt gegen Hui-Truppen unter Kara Shahr zu verteidigen, die Charkhlik kontrollierten. Am 11. April fielen die Orte Guma, Karghalik, Posgam und die Altstadt in Yarkant an uigurische Rebellen.

### Schlacht von Toksun
Die Schlacht von Toksun ereignete sich im Juli 1933, nachdem Hodscha Niyaz mit seinen Truppen zu Sheng Shicai überlief. Aufgrund einer Vereinbarung mit Sheng sollte er „die Verantwortung“ für ganz Süd-Xinjiang erhalten. Daraufhin marschierte er mit seinen Truppen nach Süden durch den Distrikt Dabancheng in Tengritagh-Gebirge (Tian Shan). Er besetzte Toksun im TurfanbeckenWurde aber von den Hui unter General Ma Shih-min besiegt, der ihn zwang, sich nach Karasahr im östlichen Kashgaria zurückzuziehen, wo er sich festsetzte und erfolglos versuchte, den Vormarsch der Tunganen aufzuhalten.

### Schlacht von Kaschgar (1934)
In der Schlacht von Kashgar (1934) führte General Ma Fuyuan Hui-Truppen im Sturm auf Kaschgar am 6. Februar 1934. Er attackierte die uigurischen und kirgisischen Truppen der TIRET. Dabei befreite er Ma Zhancang, der seit dem 22. Mai 1933 eingeschlossen war. Die Kämpfe hielten fast sechs Monate lang an. Noch im Januar 1934 warfen Ma Zhancangs Truppen sechs Attacken von Hodscha Niyaz zurück. In dieser Zeit wurden 2.000 bis 8.000 Zivilisten in Kaschgar von Tunganen ermordet als Rache für das Kizil-Massaker, nachdem die Uiguren sich zurückgezogen hatten. Die Uiguren verteilten sich nach Yengisar, Yarkant, Upal und Artux. Ma Zhongying erreichte Kaschgar am 7. April 1934 und hielt eine Rede an der Idgah-Moschee, in der er die Uiguren aufforderte, der Republik China Loyalität zu beweisen. In den Kämpfen wurden auch mehrere britische Bürger aus dem Konsulat getötet.

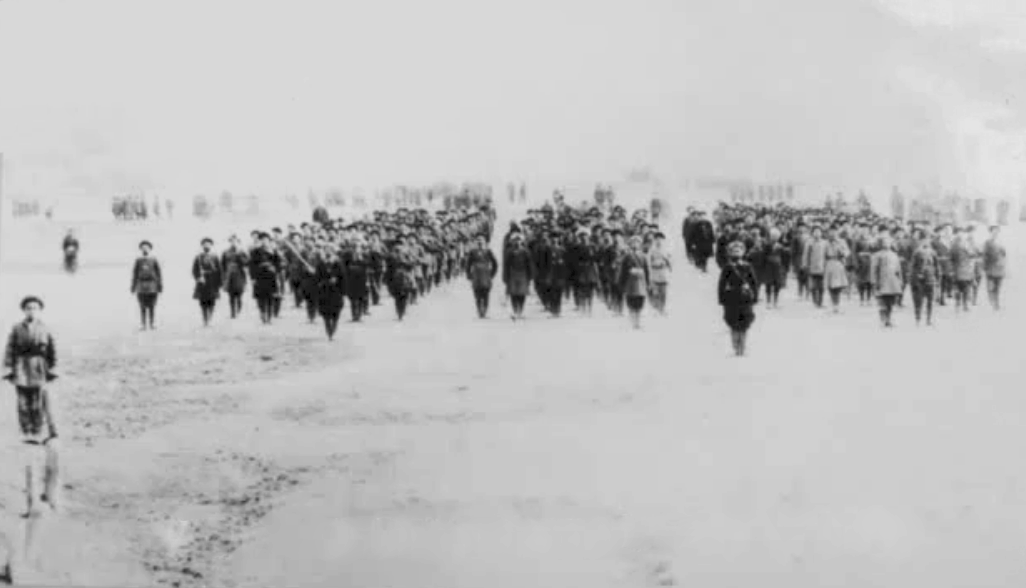
Uigurischer Nachschub auf dem Marsch von Khotan nach Kaschgar.

### Schlacht von Yengisar

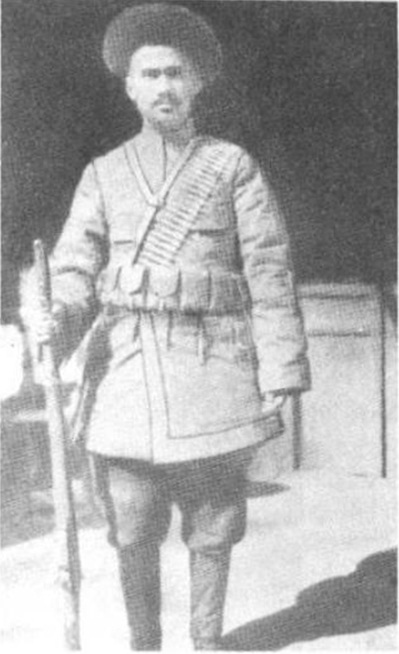
Nur Ahmad Jan Bughra (1933–1934)

In der Schlacht von Yengisar attacktierte Ma Zhancang mit der 36. Division die uigurischen Truppen in Yengisar und löschte die komplette uigurische Truppe aus, auch der Emir Nur Ahmad Jan Bughra wurde getötet. Die Belagerung der Zitadelle von Yengisar dauerte einen halben Monat, in der die schlecht ausgerüsteten 500 Uiguren sich gegen die Übermacht der Tunganen verteidigten. Obwohl sie schnell ohne Nachschub waren, leisteten die Uiguren erbitterten Widerstand mit allen verfügbaren Mitteln. Am 26. März 1934 befahl Bughra, dass die Besatzung das Opferfest feiern sollte, aber die Tunganen brachen genau an diesem Tag in die Stadt ein. Ahmad Kamal hat in seinem Roman Land Without Laughter (S. 130–131) die Eroberungsszenen dramatisch dargestellt.

### Schlacht von Yarkant

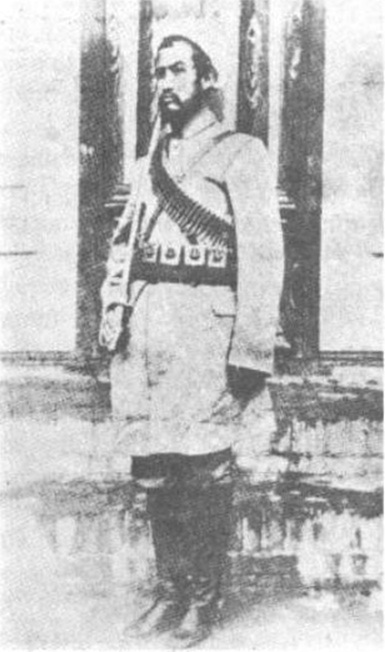
Abdullah Bughra (1933–1934)

In der Schlacht von Yarkant (März–April 1934) besiegten Ma Zhancang und Ma Fuyuan mit ihren Truppen in einer Stärke von 10.000 Mann die uigurischen Truppen unter Emir Shah Mansur (Abdullah Khan Bughra) mit 2.500 Mann, der von Yarkant nach Yengisar aufbrechen wollte, um seinem Bruder Nur Ahmad Jan Bughra zu Hilfe zu kommen. In diesem Kampf war auch eine kleine Gruppe afghanischer Freiwilliger von König Mohammed Zahir Schah beteiligt. Nach zwei Wochen blutiger Angriffe waren am 28. März 1934 von den 2.500 Soldaten Abdullahs 2.300 getötet oder verwundet. Das letzte Gefecht ereignete sich in der Nähe der schwedischen Mission in Yarkant. Abdullah Bughra wurde getötet und enthauptet und sein Kopf an der Idgah-Moschee ausgestellt. Alle 24 Afghanen blieben bis zuletzt bei Bughra und wurden getötet.

### Charkhlik-Revolte
Die 36. Division unter General Ma Hushan zerschlug die Charkhlik-Revolte in der Oase Charkliq 1935. Mehr als 100 Uiguren wurden getötet und die Familie des uigurischen Anführers wurde als Geiseln genommen.

## Nachwirkungen
Die Islamische Turkestan-Partei, die in China verboten ist, dagegen von den USA seit Oktober 2020 von der Liste der Terrororganisationen entfernt wurde, veröffentlichte in ihrer Zeitschrift „Islamic Turkistan“ (arabisch تركستان الإسلامية, uygur.: ئىسلامى تۈركىستان, Issue #12) ein Foto der Gründer der Ersten Ost-Turkestanischen Republik mit Sabit Damulla Abdulbaki unter dem Titel: „Männer, die die Geschichte mit ihrem Blut schrieben.“ رجال سطروا التاريخ بدمائهم)
Der al-Qaida-Ideologe Mustafa Setmariam Nasar pries die „Republic von Ost-Turkestan“ von Damulla, dem „Führer der Islamisten“.